# SGCB
SGCB (англ. Sarcoglycan beta) – білок, який кодується однойменним геном, розташованим у людей на короткому плечі 4-ї хромосоми.  Довжина поліпептидного ланцюга білка становить 318 амінокислот, а молекулярна маса — 34 777.
| 10         |  | 20         |  | 30         |  | 40         |  | 50         |
| ---------- |  | ---------- |  | ---------- |  | ---------- |  | ---------- |
| MAAAAAAAAE |  | QQSSNGPVKK |  | SMREKAVERR |  | SVNKEHNSNF |  | KAGYIPIDED |
| RLHKTGLRGR |  | KGNLAICVII |  | LLFILAVINL |  | IITLVIWAVI |  | RIGPNGCDSM |
| EFHESGLLRF |  | KQVSDMGVIH |  | PLYKSTVGGR |  | RNENLVITGN |  | NQPIVFQQGT |
| TKLSVENNKT |  | SITSDIGMQF |  | FDPRTQNILF |  | STDYETHEFH |  | LPSGVKSLNV |
| QKASTERITS |  | NATSDLNIKV |  | DGRAIVRGNE |  | GVFIMGKTIE |  | FHMGGNMELK |
| AENSIILNGS |  | VMVSTTRLPS |  | SSSGDQLGSG |  | DWVRYKLCMC |  | ADGTLFKVQV |
| TSQNMGCQIS |  | DNPCGNTH   |  |            |  |            |  |            |

A: Аланін

C: Цистеїн

D: Аспарагінова кислота

E: Глутамінова кислота

F: Фенілаланін

G: Гліцин

H: Гістидин

I: Ізолейцин

K: Лізин

L: Лейцин

M: Метіонін

N: Аспарагін

P: Пролін

Q: Глутамін

R: Аргінін

S: Серин

T: Треонін

V: Валін

W: Триптофан

Задіяний у такому біологічному процесі як альтернативний сплайсинг. 
Локалізований у клітинній мембрані, цитоплазмі, цитоскелеті, мембрані.